# European Hockey League 1998/1999
European Hockey League 1998/1999 inleddes den 15 september 1998, och avslutades den 14 februari 1999. Turneringen vanns av ryska Metallurg Magnitogorsk, som besegrade ett annat ryskt lag, HK Dynamo Moskva i finalspelet.
Seger i ordinarie tid gav tre poäng, i oavgjorda matcher tillämpades förlängning där vinnaren fick två poäng och förloraren en poäng.

## Första omgången

### Grupp A
| Lag 1            | Resultat | Lag 2            |
| ---------------- | -------- | ---------------- |
| Eisbären Berlin  | 4-2      | HC Dukla Jihlava |
| Djurgårdens IF   | 1-3      | Jokerit          |
| Eisbären Berlin  | 4-3 (ÖT) | Djurgårdens IF   |
| Jokerit          | 4-3      | HC Dukla Jihlava |
| Jokerit          | 1-3      | Eisbären Berlin  |
| HC Dukla Jihlava | 5-2      | Djurgårdens IF   |
| Eisbären Berlin  | 5-4 (ÖT) | Jokerit          |
| Djurgårdens IF   | 4-1      | HC Dukla Jihlava |
| Djurgårdens IF   | 3-1      | Eisbären Berlin  |
| HC Dukla Jihlava | 2-4      | Jokerit          |
| Jokerit          | 4-3      | Djurgårdens IF   |
| HC Dukla Jihlava | 2-4      | Eisbären Berlin  |

### Grupp A, slutställning
| Placering | Lag              | Poäng |
| 1         | Eisbären Berlin  | 13    |
| 2         | Jokerit          | 13    |
| 3         | Djurgårdens IF   | 7     |
| 4         | HC Dukla Jihlava | 3     |

### Grupp B
| Lag 1                | Resultat | Lag 2                |
| -------------------- | -------- | -------------------- |
| Färjestad BK         | 4-3 (ÖT) | HC Slovan Bratislava |
| HIFK                 | 9-3      | Frankfurt Lions      |
| Färjestad BK         | 4-3 (ÖT) | Frankfurt Lions      |
| HC Slovan Bratislava | 1-2 (ÖT) | HIFK                 |
| Frankfurt Lions      | 4-3 (ÖT) | HC Slovan Bratislava |
| HIFK                 | 5-3      | Färjestad BK         |
| Färjestad BK         | 5-1      | HIFK                 |
| HC Slovan Bratislava | 5-2      | Frankfurt Lions      |
| Frankfurt Lions      | 4-6      | Färjestad BK         |
| HIFK                 | 3-2      | HC Slovan Bratislava |
| Frankfurt Lions      | 4-7      | HIFK                 |
| HC Slovan Bratislava | 3-2      | Färjestad BK         |

### Grupp B, slutställning
| Placering | Lag                  | Poäng |
| 1         | HIFK                 | 14    |
| 2         | Färjestad BK         | 10    |
| 3         | HC Slovan Bratislava | 9     |
| 4         | Frankfurt Lions      | 3     |

### Grupp C
| Lag 1            | Resultat | Lag 2            |
| ---------------- | -------- | ---------------- |
| EV Zug           | 7-3      | Vålerenga        |
| VEU Feldkirch    | 3-2 (ÖT) | HK Dynamo Moskva |
| EV Zug           | 5-8      | HK Dynamo Moskva |
| Vålerenga        | 4-3 (ÖT) | VEU Feldkirch    |
| HK Dynamo Moskva | 9-4      | Vålerenga        |
| VEU Feldkirch    | 3-4 (ÖT) | EV Zug           |
| EV Zug           | 7-4      | VEU Feldkirch    |
| Vålerenga        | 5-6 (ÖT) | HK Dynamo Moskva |
| HK Dynamo Moskva | 3-1      | EV Zug           |
| VEU Feldkirch    | 3-1      | Vålerenga        |
| HK Dynamo Moskva | 7-4      | VEU Feldkirch    |
| Vålerenga        | 5-3      | EV Zug           |

### Grupp C, slutställning
| Placering | Lag              | Poäng |
| 1         | HK Dynamo Moskva | 15    |
| 2         | EV Zug           | 8     |
| 3         | VEU Feldkirch    | 7     |
| 4         | Vålerenga        | 6     |

### Grupp D
| Lag 1            | Resultat | Lag 2            |
| ---------------- | -------- | ---------------- |
| HC Bolzano       | 1-4      | Leksands IF      |
| Manchester Storm | 4-2      | Ilves            |
| HC Bolzano       | 1-2      | Manchester Storm |
| Ilves            | 2-3      | Leksands IF      |
| HC Bolzano       | 2-6      | Ilves            |
| Leksands IF      | 2-3 (ÖT) | Manchester Storm |
| Manchester Storm | 2-3 (ÖT) | Leksands IF      |
| Ilves            | 5-2      | HC Bolzano       |
| Leksands IF      | 2-4      | Ilves            |
| Manchester Storm | 2-5      | HC Bolzano       |
| Leksands IF      | 6-3      | HC Bolzano       |
| Ilves            | 7-3      | Manchester Storm |

### Grupp D, slutställning
| Placering | Lag              | Poäng |
| 1         | Ilves            | 12    |
| 2         | Leksands IF      | 12    |
| 3         | Manchester Storm | 9     |
| 4         | HC Bolzano       | 3     |

### Grupp E
| Lag 1                  | Resultat | Lag 2                  |
| ---------------------- | -------- | ---------------------- |
| Metallurg Magnitogorsk | 4-7      | HC Sparta Praha        |
| HC Fribourg-Gottéron   | 2-4      | Grenoble Métropole     |
| Grenoble Métropole     | 2-12     | Metallurg Magnitogorsk |
| HC Sparta Praha        | 5-1      | HC Fribourg-Gottéron   |
| HC Fribourg-Gottéron   | 3-6      | Metallurg Magnitogorsk |
| Grenoble Métropole     | 0-3      | HC Sparta Praha        |
| HC Sparta Praha        | 4-3      | Grenoble Métropole     |
| Metallurg Magnitogorsk | 7-0      | HC Fribourg-Gottéron   |
| HC Fribourg-Gottéron   | 2-6      | HC Sparta Praha        |
| Metallurg Magnitogorsk | 9-3      | Grenoble Métropole     |
| Grenoble Métropole     | 4-3 (ÖT) | HC Fribourg-Gottéron   |
| HC Sparta Praha        | 2-3      | Metallurg Magnitogorsk |

### Grupp E, slutställning
| Placering | Lag                    | Poäng |
| 1         | HC Sparta Praha        | 15    |
| 2         | Metallurg Magnitogorsk | 15    |
| 3         | Grenoble Métropole     | 5     |
| 4         | HC Fribourg-Gottéron   | 1     |

### Grupp F
| Lag 1                   | Resultat | Lag 2                   |
| ----------------------- | -------- | ----------------------- |
| Ayr Scottish Eagles     | 3-6      | Adler Mannheim          |
| HC Chemopetrol Litvínov | 1-4      | Ak Bars Kazan           |
| Ak Bars Kazan           | 5-4 (ÖT) | Adler Mannheim          |
| Ayr Scottish Eagles     | 4-3      | HC Chemopetrol Litvínov |
| Ak Bars Kazan           | 2-4      | Ayr Scottish Eagles     |
| Adler Mannheim          | 6-0      | HC Chemopetrol Litvínov |
| Ayr Scottish Eagles     | 3-1      | Ak Bars Kazan           |
| HC Chemopetrol Litvínov | 5-4 (ÖT) | Adler Mannheim          |
| Adler Mannheim          | 2-7      | Ak Bars Kazan           |
| HC Chemopetrol Litvínov | 5-4 (ÖT) | Ayr Scottish Eagles     |
| Ak Bars Kazan           | 3-2      | HC Chemopetrol Litvínov |
| Adler Mannheim          | 6-5      | Ayr Scottish Eagles     |

### Grupp F, slutställning
| Placering | Lag                     | Poäng |
| 1         | Ak Bars Kazan           | 11    |
| 2         | Adler Mannheim          | 11    |
| 3         | Ayr Scottish Eagles     | 10    |
| 4         | HC Chemopetrol Litvínov | 4     |

## Andra omgången
| Lag 1                  | Resultat      | Lag 2                  |
| ---------------------- | ------------- | ---------------------- |
| Metallurg Magnitogorsk | 4-2           | Ak Bars Kazan          |
| Jokerit                | 2-3           | HIFK                   |
| Färjestad BK           | 3-5           | Eisbären Berlin        |
| Adler Mannheim         | 6-4           | HC Sparta Praha        |
| Leksands IF            | 2-1           | HK Dynamo Moskva       |
| EV Zug                 | 3-5           | Ilves                  |
| Ak Bars Kazan          | 3-2 (0-1 PS)  | Metallurg Magnitogorsk |
| HIFK                   | 7-5           | Jokerit                |
| Eisbären Berlin        | 3-1           | Färjestad BK           |
| HC Sparta Praha        | 10-4 (0-1 PS) | Adler Mannheim         |
| HK Dynamo Moskva       | 3-1 (ÖT)      | Leksands IF            |
| Ilves                  | 6-3           | EV Zug                 |

## Tredje omgången

### Grupp A
(Berlin, Tyskland)
| Lag 1           | Resultat | Lag 2            |
| --------------- | -------- | ---------------- |
| Eisbären Berlin | 5-3      | Adler Mannheim   |
| Adler Mannheim  | 1-6      | HK Dynamo Moskva |
| Eisbären Berlin | 2-2      | HK Dynamo Moskva |

### Grupp A, slutställning
| Placering | Lag              | Poäng |
| 1         | HK Dynamo Moskva | 3     |
| 2         | Eisbären Berlin  | 3     |
| 3         | Adler Mannheim   | 0     |

### Grupp B
(Helsingfors, Finland)
| Lag 1 | Resultat | Lag 2                  |
| ----- | -------- | ---------------------- |
| HIFK  | 4-5      | Ilves                  |
| Ilves | 2-2      | Metallurg Magnitogorsk |
| HIFK  | 1-3      | Metallurg Magnitogorsk |

### Grupp B, slutställning
| Placering | Lag                    | Poäng |
| 1         | Metallurg Magnitogorsk | 3     |
| 2         | Ilves                  | 3     |
| 3         | HIFK                   | 0     |

## Finalomgång
Moskva, Ryssland

### Semifinaler
| Lag 1                  | Resultat | Lag 2           |
| ---------------------- | -------- | --------------- |
| HK Dynamo Moskva       | 3-1      | Ilves           |
| Metallurg Magnitogorsk | 5-1      | Eisbären Berlin |

### Match om tredje pris
| Lag 1           | Resultat | Lag 2 |
| --------------- | -------- | ----- |
| Eisbären Berlin | 4-1      | Ilves |

### Final
| Lag 1            | Resultat | Lag 2                  |
| ---------------- | -------- | ---------------------- |
| HK Dynamo Moskva | 1-2      | Metallurg Magnitogorsk |